# Urophyllum ellipticum
Urophyllum ellipticum là một loài của thực vật thuộc họ Rubiaceae. Đây là loài đặc hữu của Sri Lanka.